# Зевс (DC Comics)
Зевс (англ. Zeus) – вымышленный персонаж комиксов издательства DC Comics, прообразом которого стал верховный бог древнегреческого пантеона. Римским аналогом Зевса является Юпитер (англ. Jupiter). Получил наибольшую известность благодаря комиксам о приключениях амазонок и Чудо-женщины. Биография Зевса частично дублирует древнегреческую мифологию. Будучи верховным богом олимпийского пантеона, он является сыном Кроноса и Реи, супругом Геры и отцом большинства богов и героев. Зевс покровительствует амазонкам с Райского острова – последним жителям Земли, которые почитают культ олимпийских богов. Является источником силы и молний Шазама. 
Впервые он был адаптирован для DC Comics Джери Сигелом, дебютировав в комиксе Superman №28 (май 1944). 
После перезапуска DC Comics в 2011 году, в The New 52 стал любовником Ипполиты и биологическим отцом принцессы Дианы из Темискиры.

## Биография
Происхождение и ранняя история Зевса в основном соответствуют тому, как они представлены в классической древнегреческой мифологии. Он ребенок титанов Кроноса и Реи и верховный бог Олимпа . Во время войны между Титанами и Олимпийцами Зевс убивает своего отца и занимает его место как Царь Богов, правящий с горы Олимп со своей сестрой-женой Герой. Он отец многочисленных богов и героев, самым известным из которых является Геракл .
Во вселенной DC махинации инопланетного бога тьмы Дарксайда, когда он распространяет рассказы о римских богах, заставляют олимпийцев разделиться на несколько аспектов, при этом римские боги какое-то время существуют как отдельные сущности. После этого двойник Зевса Юпитер правит своим собственным Олимпом в отдельном измерении. Спустя столетия два пантеона снова сливаются в единое целое.
В наши дни Зевс был благодетелем амазонок, последних оставшихся людей, которые все еще поклоняются олимпийцам. Однако его патриархальное отношение, пренебрежение к смертным и необоснованные требования иногда приводили к конфликтам с его последователями, особенно с их защитником Чудо-женщиной.
После победы Чудо-женщины над Аресом, из-за которого последний отправился в изгнание, Зевс заинтересовался Дианой и захотел ее девственности, предлагая сделать ее богиней. Диана становится первой женщиной, которая отказывается от его ухаживаний, заявляя о любви к нему как к богу и отцу. Разгневанный тем, что его отвергли, Зевс угрожает ей, но Гера вызывает его обратно на Олимп по настоянию богинь, которые создали амазонок и сами возмущены Зевсом за попытку сделать Темискиру своим личным борделем. В качестве наказания Зевс требует, чтобы Диана приняла вызов богов, в котором она побеждает зло, пойманное в ловушку под Райским островом, включая Гекатонхейра и Лернейскую гидру. Она освобождает Геракла, который был обращен в камень и поддерживал Остров.
Во время Войны богов Зевс ведет олимпийцев в конфликте с их римскими аналогами и другими божествами, пока смертные герои не вмешаются, чтобы положить конец войне. После того, как Дарксайд разрушает славу Олимпа, Зевс убеждает других богов покинуть и его, и Землю, и только Гермес отказывается. Позже боги возвращаются на Олимп, но иногда им приходится защищать или перемещать его.
Как и в классическом мифе, Зевс часто изменяет своей жене Гере и изменяет ей со смертными. У него было много детей вне брака, включая Кассандру Сэндсмарк, которая впоследствии стала Чудо-девушкой.
Непредсказуемость, высокомерие и гордость Зевса позволили Афине сформировать группу олимпийцев, включая Ареса, чтобы противостоять ему и посадить Афину на трон. Зевс был ненадолго свергнут с поста правителя Олимпа во время переворота, устроенного его дочерью. После этого конфликта Афина становится королевой богов, а Арес назначается властелином подземного мира. Вскоре после этого боги отправляются в свое второе изгнание, следуя за амазонками в другое измерение после событий Бесконечного Кризиса. Их возвращение в земное царство вызвано Дарксайдом, который захватывает олимпийцев и вмешивается в их воспоминания, пытаясь найти секреты их силы. В Countdown to Final Crisis Новые боги Дарксайда изображают из себя олимпийцев и манипулируют своими последователями. После освобождения от Дарксайда старый олимпийский порядок восстанавливается. Афина, по-видимому, погибает от полученных травм, а Зевс снова становится королем богов, возвращая Марии Марвел ее силы после того, как она освобождает богов из комнаты на Апоколипсе.
Манипуляции Зевса со своими последователями наконец достигают апогея с созданием гаргарейцев, расы воинов, задуманных как мужские аналоги амазонок. Зевс убивает гавайского бога Кане Милохаʻи , покровителя Чудо-женщины, и использует его сердце, чтобы воскресить Ахиллеса Уоркиллера, которого он назначает лидером гаргарейцев. Зевс также назначает Ахиллеса новым правителем Темискиры. Когда Чудо-женщина узнает об этом и об убийстве Кане, она приходит в ярость и нападает на Зевса. Это богохульство шокирует ее мать Ипполиту и заставляет Диану отправиться в изгнание.
The New 52
Как часть перезапуска New 52 DC, Зевс дебютировал в комиксе Wonder Woman Vol. 4 #3 Брайана Аззарелло и Клиффа Чанга в 2012 году. В The New 52 происхождение Чудо-женщины изменено, и теперь она является биологической дочерью Зевса. Зевс и Ипполита вступили в бой, и их битва закончилась тем, что у них случилась связь, результатом которой была зачата Диана. Эта встреча была скрыта от Дианы, которую воспитали в вере, что она родилась из глины, чтобы защитить Диану от Геры (жены Зевса). Леннокс (еще один незаконный потомок Зевса) прокомментировал, что Зевс был «сброшен с бессмертной катушки», намекая, что он, по-видимому, умер. Пытаясь помешать своей дочери Диане вернуться на Темискиру, он приказал сыновьям Ареса, Фобосу и Деймосу, внедрить ей в голову ложные воспоминания. Выясняется, что Зевс переродился младенцем Зиком от женщины по имени Зола, которая была живым воплощением Афины, которая считала Зика своим младшим сыном от Зевса. Выполняя пророчество о последнем рожденном сыне Зевса, Зик оказывается самим королем богов, и заклинание на Афине рассеивается. Однако Чудо-женщина умоляет Афину освободить эту форму, которую она создала, чтобы Чудо-женщина могла сделать свою подругу Золу матерью для новорожденного Зевса, который мог бы стать лучшим королем богов с Золой в качестве матери, которой у него никогда не было раньше в его жизни.
Rebirth
Зевс был убит Дарксайдом после того, как вышел из укрытия, чтобы спасти свою дочь Диану. В то время как молодой Дарксайд, поглотивший силу своих детей, был побежден, он, тем не менее, высосал всю свою силу, пока Зевс был занят его избиением. Позже Диана смогла освободить дух Зевса из хватки Дарксайда благодаря их эмоциональной связи.

## Силы и способности
- Физиология олимпийца: Зевс принадлежит к расе древних и невероятно могущественных существ, известных как олимпийцы. Благодаря их физиологии Зевс обладает огромной силой.
- Бессмертие: Как олимпийский бог, Зевс не стареет и не может умереть обычными способами. Только кровь Зевса может убить Зевса.
- Неуязвимость: Зевсу нельзя нанести вред обычным способом. Он принял удары от омега-лучей Дарксайда, не получив никаких необратимых повреждений.[6]
- Полёт[7]
- Сверхчеловеческая скорость: Зевс может двигаться со скоростью, намного превышающей скорость любого человека. Он был достаточно быстр, чтобы соответствовать боевой скорости Дарксайда. Во время этого боя Чудо-женщина заявила, что никогда не видела, чтобы битва происходила на такой скорости, с которой они сражались.[6]
- Сверхчеловеческая выносливость [6]
- Сверхчеловеческая сила: Зевс достаточно силен, чтобы сразиться с Дарксайдом в его ослабленном состоянии. Его удары создавали ударные волны, которые вызывали небольшие землетрясения в районе боя.[6]
- Управление погодой: как бог молний и грозы, Зевс может управлять погодой. Во время битвы с Дарксайдом он вызвал дождь с неба.[6]
- Электрокинез: Зевс способен создавать молнии и управлять ими со смертельной эффективностью. Во время битвы с Дарксайдом он направлял электричество через кулаки, чтобы усилить эффективность своих ударов.
- Создание энергетических конструкцих: Зевс смог создать плащ из электрической энергии, которую он генерирует.[6]
- Космическое сознание: Зевс знает о мультивселенной и царствах, лежащих за ее пределами. Это знание дает ему понимание вселенной и всей жизни, превосходящее возможности обычных смертных.
- Межпространственные путешествия: Зевс может путешествовать между горой Олимп и Землей по своему желанию.[7]
- Телепортация[7]
- Усиленные чувства: Зевс смог почувствовать, что Дарксайд украл жизненную силу своих детей, чтобы получить власть.[8]
- Метаморфоза: Зевс может изменять свою физическую форму по желанию. Много времени он проявляет себя как белоголовый орлан. Некоторое время он притворялся адвокатом Блейка Хупера-Геркулеса.
- Телекинез[7]
- Телепатия
- Магия